# Tyranneau de Villarejo
Zimmerius villarejoi
Espèce
Statut de conservation UICN

 LC  : Préoccupation mineure
Le Tyranneau de Villarejo (Zimmerius villarejoi), aussi appelé Tyranneau de Mishana, est une espèce de passereaux de la famille des Tyrannidae,,.

## Distribution
Cet oiseau vit dans deux régions distinctes du nord du Pérou : dans la vallée du río Mayo et le long du río Huallaga (San Martín) ; sur le bassin versant du río Nanay (département du Loreto),,.

## Systématique
Cette espèce est monotypique selon la classification de référence du Congrès ornithologique international (version 9.1, 2019).